# The Visitor (film 2024)
The Visitor è un film del 2024 scritto e diretto da Bruce LaBruce. 
Liberamente tratto da Teorema di Pier Paolo Pasolini, il film è stato presentato in anteprima mondiale alla 74ª edizione del Festival internazionale del cinema di Berlino.

## Trama
Un immigrato africano emerge nudo da una valigia sulle sponde del Tamigi. Dopo aver ottenuto i vestiti da un senzatetto, l'uomo si presenta alla porta di una famiglia benestante, che lo accoglie. L'ospite sedurrà ciascuno dei membri della famiglia, portandoli a un risveglio sessuale e spirituale.

## Promozione
Un primo teaser trailer del film è stato diffuso il 31 gennaio 2024, seguito da un trailer esteso il 19 febbraio seguente.

## Distribuzione
Il film è stato presentato in anteprima mondiale il 17 febbraio 2024 in occasione del Festival di Berlino 2024, dove era in concorso nella sezione Panorama. Successivamente è stato distribuito nelle sale tedesche dal 5 dicembre dello stesso anno in distribuzione limitata.

## Accoglienza
L'aggregatore di recensioni Rotten Tomatoes riporta un indice di gradimento del 94%.

## Riconoscimenti
- 2024 - Festival internazionale del cinema di Berlino
  - In concorso per il Panorama Audience Award
  - In concorso per il Teddy Award
- 2024 - Festival internazionale del cinema di Guadalajara
  - In concorso per il Premio Maguey